# Pachydactylus waterbergensis
Pachydactylus waterbergensis este o specie de șopârle din genul Pachydactylus, familia Gekkonidae, descrisă de Rudolf Bauer și Lamb în anul 2003. Conform Catalogue of Life specia Pachydactylus waterbergensis nu are subspecii cunoscute.